# Youcef Addouche
Youcef Addouche (* 30. Mai 1994) ist ein algerischer Leichtathlet, der sich auf den Langstreckenlauf spezialisiert hat.

## Sportliche Laufbahn
Erste internationale Erfahrungen sammelte Youcef Addouche im Jahr 2011, als er bei den Jugendweltmeisterschaften nahe Lille mit 8:30,75 min in der ersten Runde im 3000-Meter-Lauf ausschied. Im Jahr darauf gelangte er bei den Juniorenweltmeisterschaften in Barcelona mit 31:45,29 min auf den 20. Platz im 10.000-Meter-Lauf. 2023 gewann er bei den Panarabischen Spielen in Algier in 29:21,90 min die Bronzemedaille über 10.000 Meter hinter dem Bahrainer Dawit Fikadu und Mohcin Outalha aus Marokko. Im Jahr darauf wurde er bei den Arabischen Crosslauf-Meisterschaften in Hammamet in 31:04 min 23. im Einzelrennen und 2025 gewann er bei den Arabischen Meisterschaften in Oran in 28:39,61 min die Silbermedaille über 10.000 Meter hinter Hani Idriss Hersi aus Dschibuti.
2019 wurde Addouche algerischer Meister im 10.000-Meter-Lauf.

## Persönliche Bestleistungen
- 5000 Meter: 14:21,54 min, 29. Juli 2017 in Algier
- 10.000 Meter: 28:39,61 min, 30. April 2025 in Oran
- Halbmarathon: 1:05:45 h, 28. Mai 2023 in Les Sables-d’Olonne